# Paál László (festő)

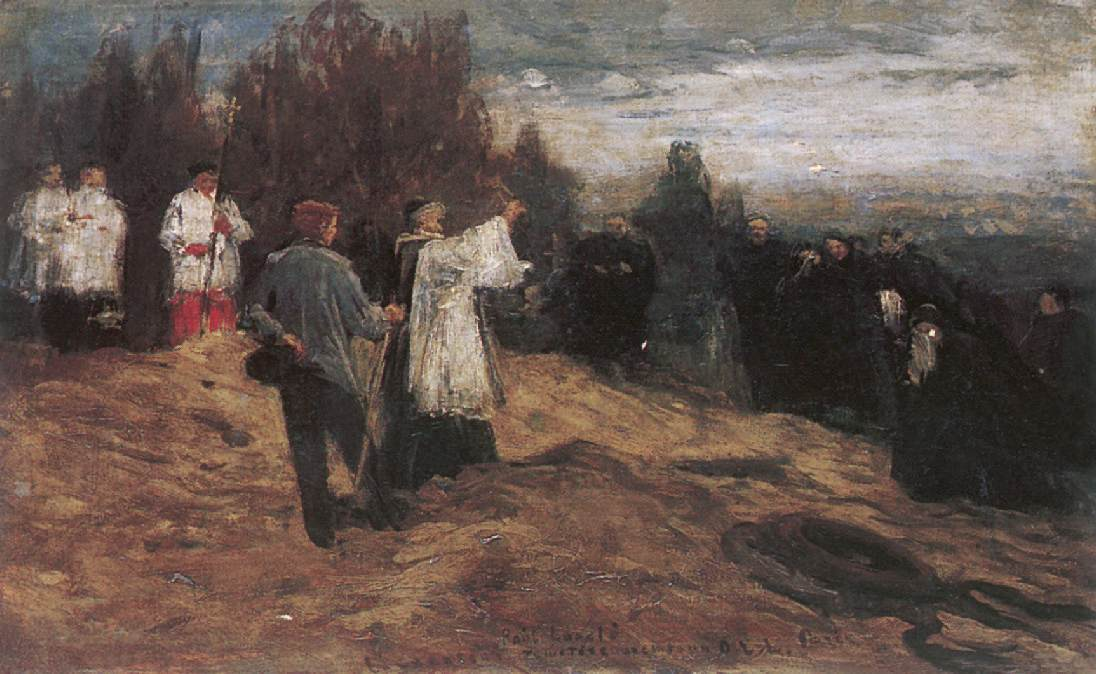
Deák-Ébner Lajos: Paál László temetése (1879)

Paál László (Zám, 1846. július 30. – Charenton-le-Pont, Franciaország, 1879. március 3.) magyar festő. A barbizoni iskola, a plein air tájképfestészet sajátos egyénisége, Munkácsy Mihály közeli barátja volt. Elsősorban erdőrészleteket ábrázoló, mély intuícióval, lírai realizmussal festett olajképei jelentősek. Paál neve és művészete csak az 1902-ben, a Nemzeti Szalonban megrendezett életmű-kiállításával lett ismert a magyarországi nagyközönség előtt.

## Életpályája
Paál László székely származású, a 19. századra elpolgárosodott nemesi családban született a Hunyad vármegyei Zámon. Édesapja Paál József postamester, édesanyja Fülöp Lujza, báró Nopcsa László fogadott leánya volt. Házasságukból, az 1846-ban világra jött Lászlón kívül, 1848-ban még két ikergyermekük született, Gyula és Berta. Paál László gyermekkora mozgalmasan telt, apja foglalkozása miatt több ízben költöztek, előbb az Arad vármegyei Odvosra, majd onnan a közeli Berzovára. A rajzolás és festés iránti érdeklődése már egészen fiatal korában megmutatkozott. Az aradi rajziskolában első tanítója a Bécsi Képzőművészeti Akadémián végzett Nagy Péter festőművész volt, később Böhm Pál aradi festőiskolájában tanult. 1862-ben itt ismerkedett meg későbbi barátjával, élete tanújával, a nála két évvel idősebb Munkácsyval. Paál középiskolai tanulmányai alatt, az 1860-as évek első felében, Erdély több vidékét bejárva, számos romantikus tájképet készített.
Apja kívánságára, érettségi után, 1864-ben jogi tanulmányokba kezdett Bécsben. A száraz paragrafusok helyett azonban inkább a Bécsi Képzőművészeti Akadémia előkészítő osztályát látogatta, s 1866-ban felvételt is nyert az intézménybe, ahol Albert Zimmermann tanítványa lett. 1869-ben és 1870-ben már két-két képét is kiállították a pesti őszi tárlatokon. 1869-től állami ösztöndíjjal Münchenben folytatta tanulmányait, 1870 őszén pedig ugyancsak ösztöndíjjal – osztrák festő barátja, Eugen Jettel társaságában – tett egy hollandiai utazást. Az év végén, Munkácsy immár másfél éve tartó unszolásának engedve, Düsseldorfba költözött, ahol közösen bérelt lakásban éltek a következő egy évben. 1871 tavaszán J. S. Forbes angol műkereskedő ellátogatott a városba, hogy Munkácsytól munkát rendeljen, egyúttal megvásárolta Paál egyik tájképét. Rövid tanulmányútra is meghívta őket Londonba, ahonnan visszatérve Paál folyamatosan küldte tájképeit Forbesnak, s az ezekért kapott pénzből finanszírozta 1871 őszén Adalbert Goldscheider osztrák újságíró barátjával tett belgiumi és hollandiai tanulmányútját.
Munkácsy 1872 januárjában Franciaországba költözött, de levélben és személyesen is kitartóan kérlelte barátját, hogy kövesse. 1872 májusára a könnyelmű életet élő Paál rendezte düsseldorfi adósságait, és Munkácsy után utazott. A nyarat a luxemburgi Colpachon töltötték, s Paál itt fejezte be Erdei út című képét, amellyel az 1873-as bécsi világkiállításon érmet is nyert.
1872 őszén Párizsban telepedett le, de az év melegebbik felét a főváros melletti Barbizonban, a fontainebleau-i erdőben töltötte. 1874-ben Munkácsy megházasodott, s a barátok kapcsolata némileg meglazult. A következő évben Paálnak édesanyja, 1876-ban pedig édesapja halálhírét kellett feldolgoznia. Emellett bár festőtársai elismerték, néhány képét Párizsban is kiállították, a nagyközönség elismerése és az anyagi megbecsülés még váratott magára. Paál egészsége megroppant, tüdőbetegsége mellett egy 1877 nyári házi balesetben agysérülést szenvedett. 1878-ban a charenton-le-pont-i tébolydában helyezték el, szifiliszes végstádiumban szenvedő elbutulása miatt. Állapota folyamatosan romlott, s 1879. március 3-án, a késő esti órákban halt meg, életének harmincharmadik évében.
Paál Lászlót Charenton-le-Pont-ban temették el, emlékét barbizoni lakóházán ma is emléktábla őrzi.

## Életműve
Paál László a magyar tájképfestészet mindmáig egyik legnagyobb hatású alakja, munkásságának nagy szerepe volt a műfaj későbbi közkedveltségében. Korai műveit a sötét színek, a fény-árnyék hatások játéka jellemezte. Munkácsyval együtt nagy csodálói voltak a 17. századi németalföldi aranykor mestereinek, köztük Frans Hals és Rembrandt művészetének. 
1871-es londoni útja alkalmával Paál behatóbban tanulmányozta John Constable tájképfestészetét, ezt követően színei világosodtak, és az angol akvarellfestők hatására ő is készített néhány vízfestményt. 1872-es második hollandiai útja teljességgel felszabadító hatással volt kolorisztikus hajlamaira, világosabban, színesebben festett, s a természetet nagy, egységes színfoltokban kezdte látni.
A barbizoni iskolához való csatlakozása nem volt minden előzmény nélküli: még 1869-ben a francia festők Münchenben rendezett bemutatkozó tárlatán ismerkedett meg Gustave Courbet és más barbizoniak képeivel. Tragikusan rövid életműve 1875 után teljesedett ki, ekkor festette fő műveit. A szabadban (plein air) festett tablóin a barbizoniak elveit követve elsősorban a természetet, főként meghitt erdőrészleteket ábrázolt nagy szeretettel. Erőssége volt a szabadban megfigyelt fények és árnyékok játékának ábrázolása, mely mély érzelmek kifejezésére is alkalmassá tette mélybarna és zöld tónusokban gazdag tájképfestészetét.
Jóllehet a párizsi Salonon már 1876 óta kiállították festményeit, sőt, az 1878. évi párizsi világkiállításon bronzérmet kapott Út a fontainebleau-i erdőben című képéért, Paál neve és művészete csak az 1902-ben, a Nemzeti Szalonban megrendezett életmű-kiállításával lett ismert a magyarországi nagyközönség előtt. Ezt követően egyre nagyobb népszerűségre tett szert, és számos kiállításon mutatták be műveit: 1910-ben a Könyves Kálmán Szalonban, 1925-ben az Ernst Múzeumban, 1954-ben az Új Magyar Képtárban rendeztek emlékkiállítást az alkotásaiból. Paál mintegy hetven képet hagyott hátra, halála után egy évvel, 1880. április 20-án hatvanöt képét árverezték el 25 ezer frank értékben. Festményeinek jelentős része a Magyar Nemzeti Galéria tulajdonában van.
Tiszteletére 1923-ban alakult meg a Paál László Társaság, amelynek tagjai főleg tájképek festésével foglalkoztak. A művészegyesület elnöke hosszú éveken át Vesztróczy Manó volt.
Paál művészete egyre nagyobb népszerűségre tett szert a 20. század második felében is. 1984-ben néhány igényes reprodukciót készítettek Út a fontainebleau-i erdőben c. képéről Budapesten a Kossuth Nyomdában, s ez egyben külföldiek érdeklődését is jelentette, mert ebben az időszakban a Kossuth Nyomda elsősorban exportra termelt. Nem is lehet kétséges, hogy a tájképfestészet 20–21. századi magyarországi közkedveltségében nagy szerepet játszik még ma is Paál életműve.

### Főbb művei

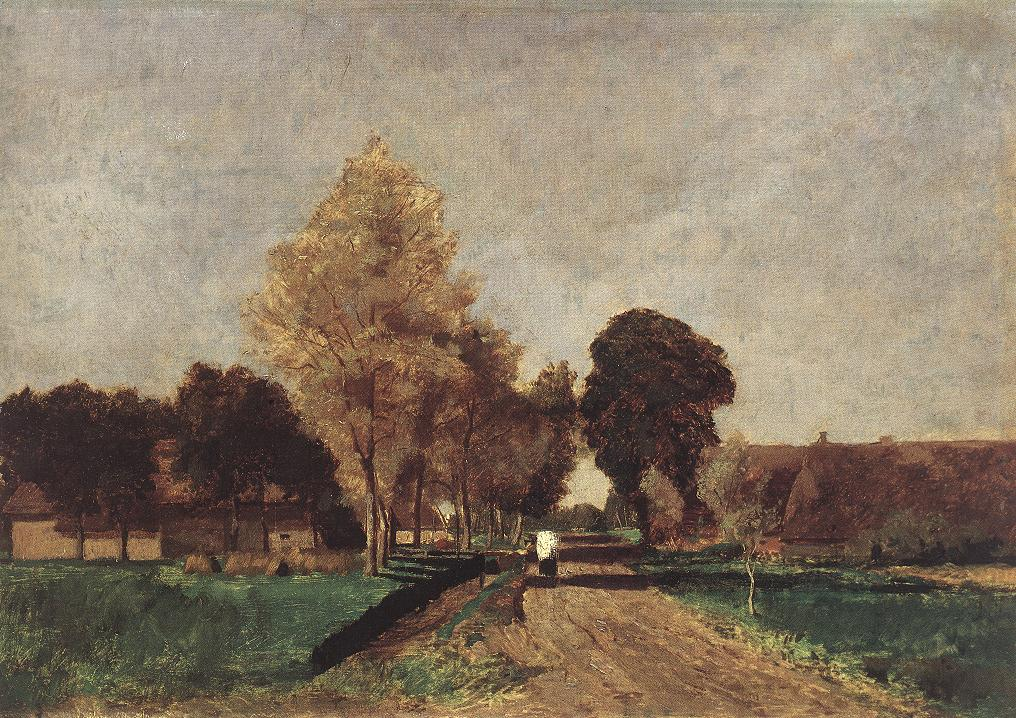
Dél, 1870. Magyar Nemzeti Galéria, Budapest
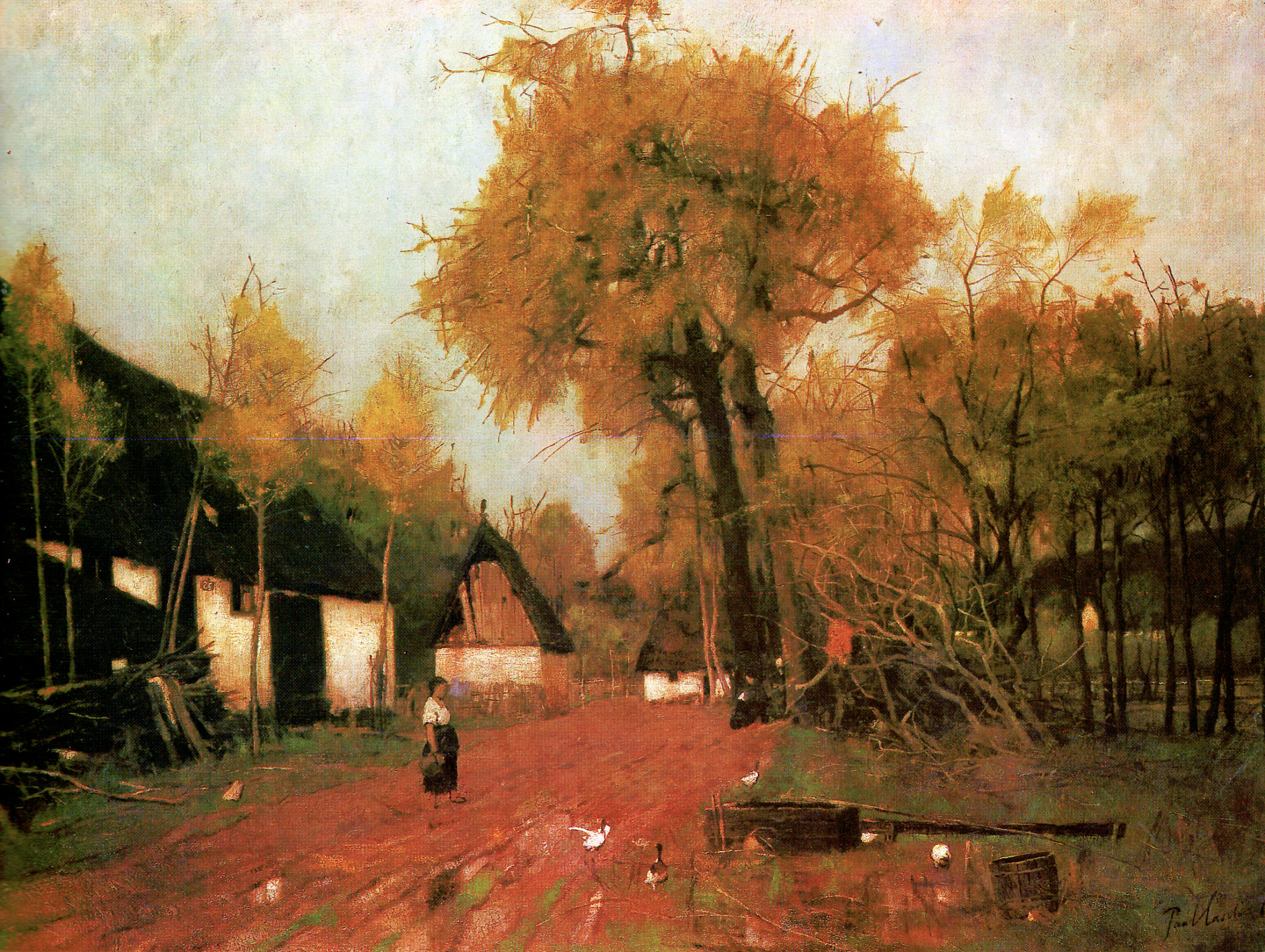
Berzovai utca, 1871. Magyar Nemzeti Galéria, Budapest
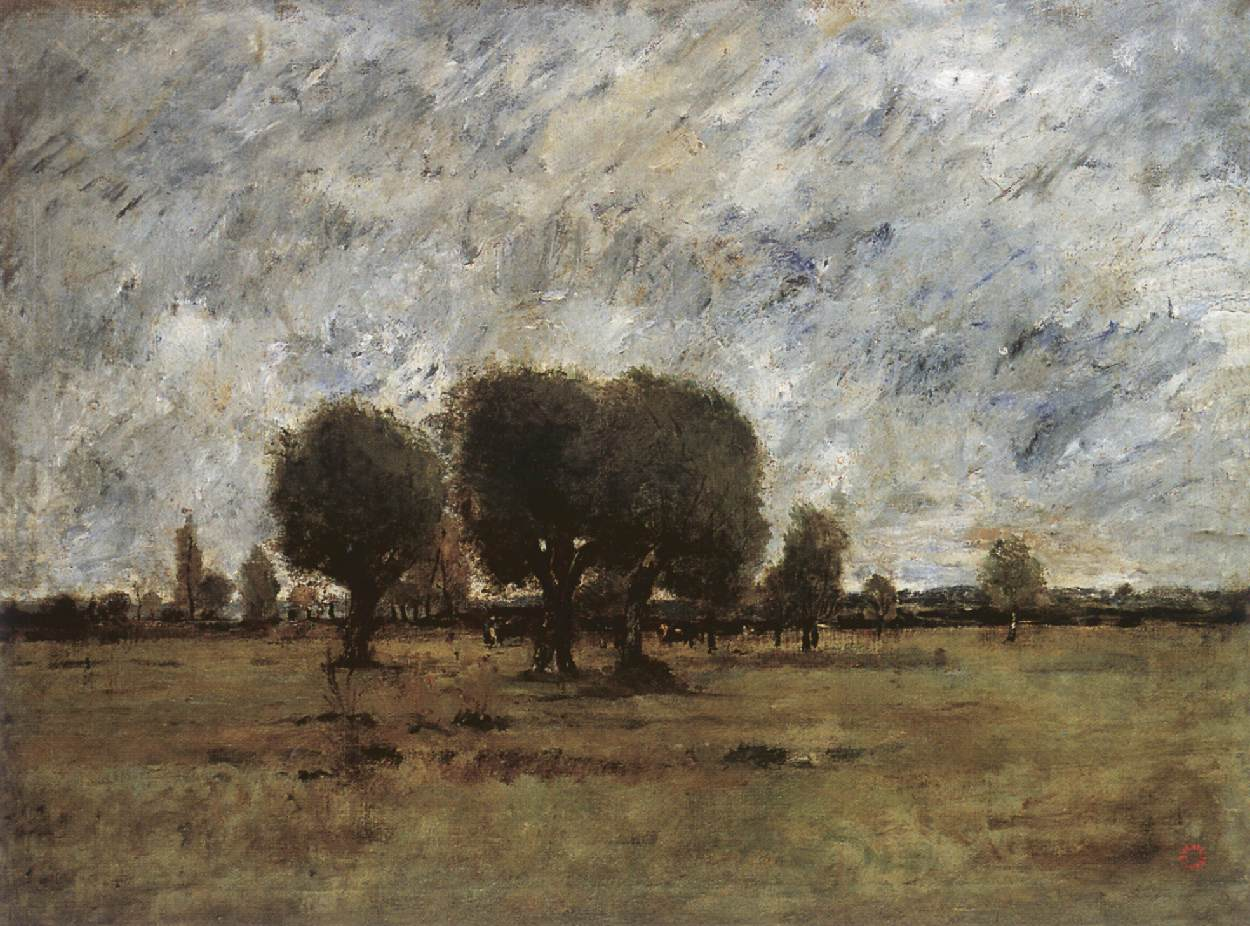
Borús idő, 1871. Magyar Nemzeti Galéria, Budapest
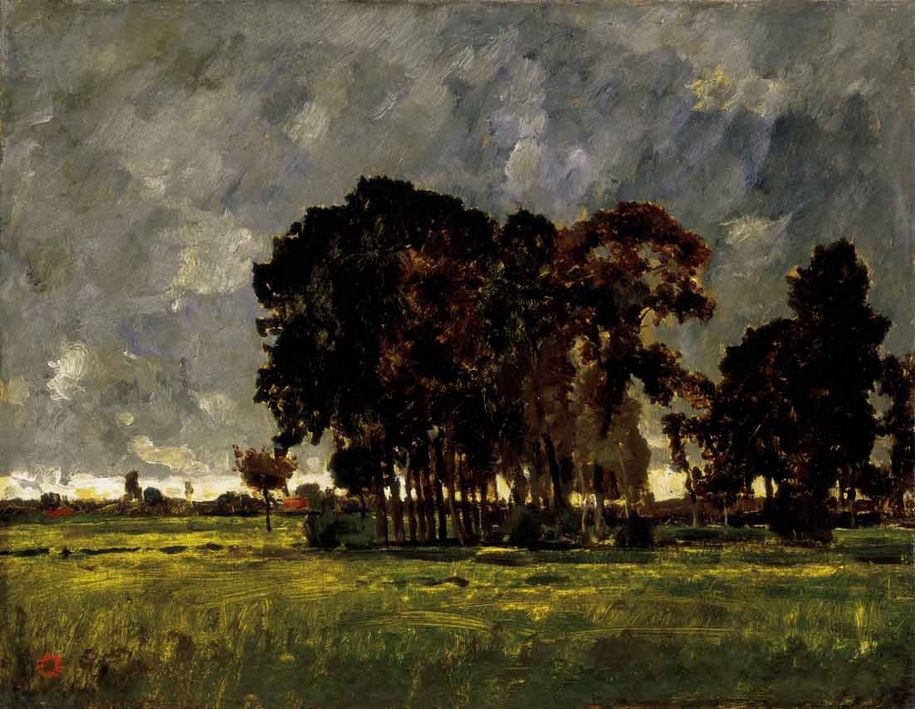
Vihar után (Beileni táj), 1871 körül Magángyűjtemény
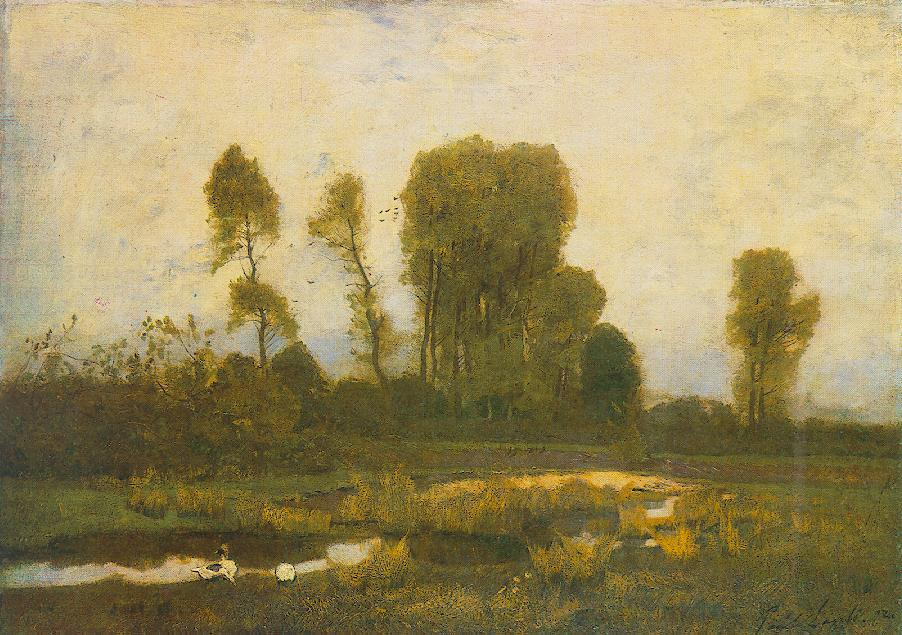
Erdő széle, 1872. Magyar Nemzeti Galéria, Budapest
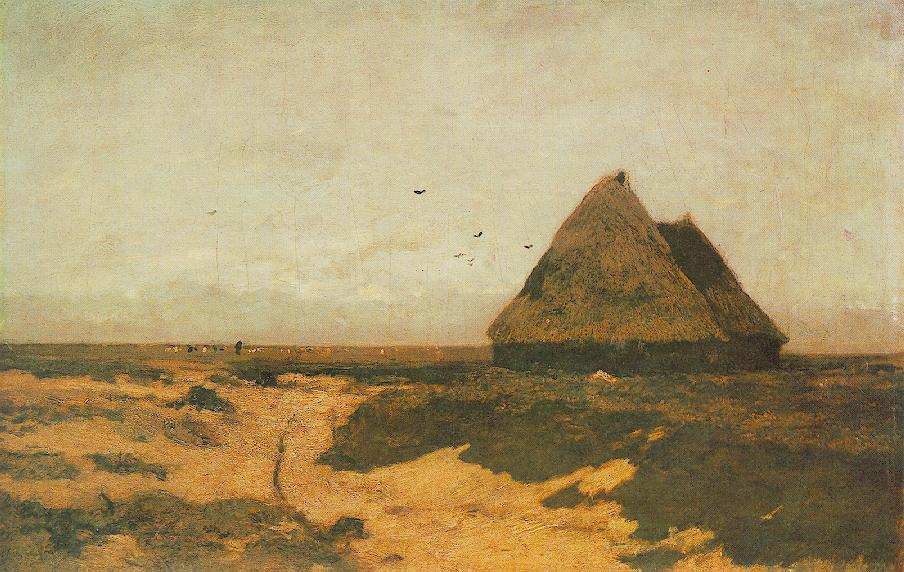
Juhaklok (Kazlak), 1872. Magyar Nemzeti Galéria, Budapest
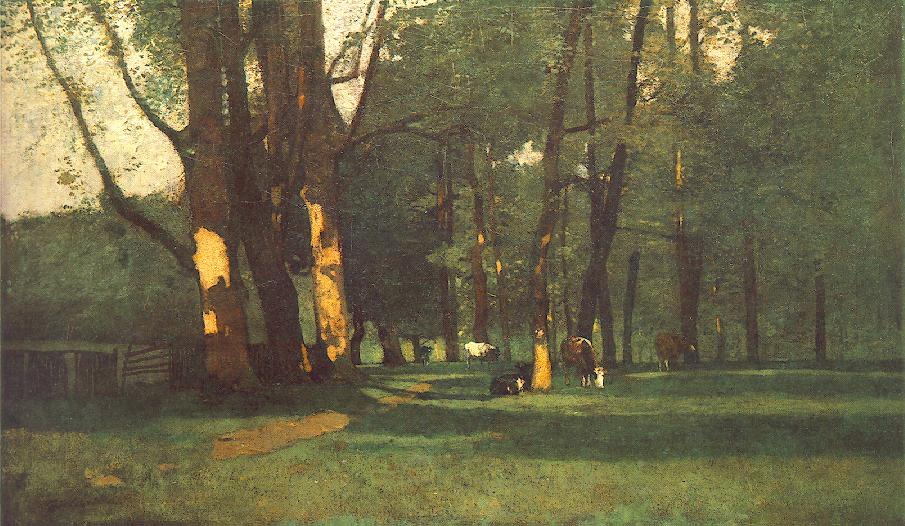
Tehenek a fák alatt, 1872.  Magyar Nemzeti Galéria, Budapest
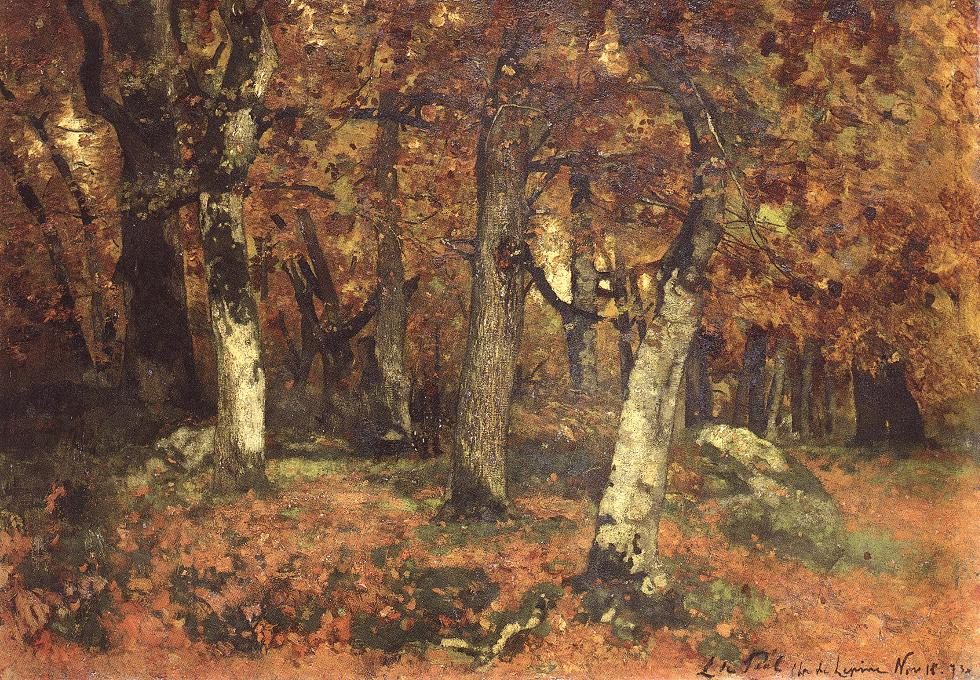
Erdő mélye, 1873. Magyar Nemzeti Galéria, Budapest
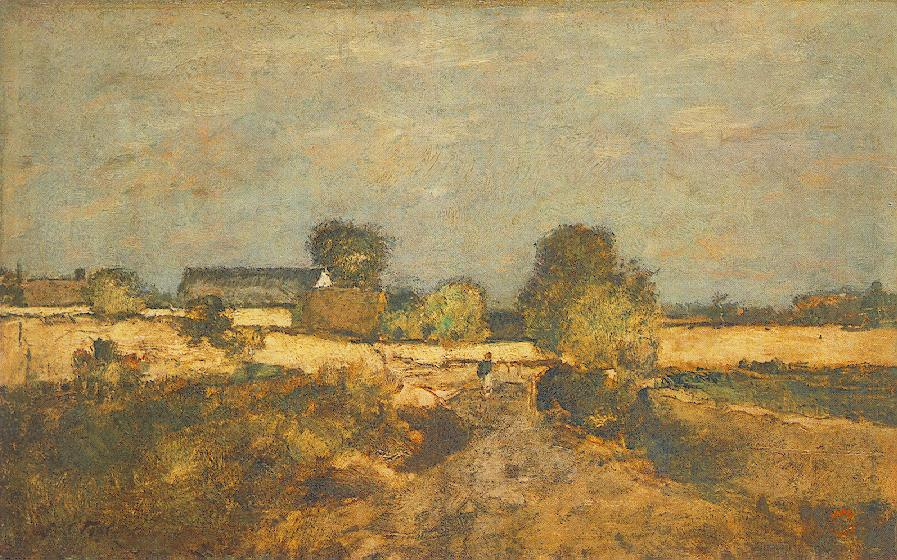
A párizsi erődítések környéke, 1874. Magyar Nemzeti Galéria, Budapest
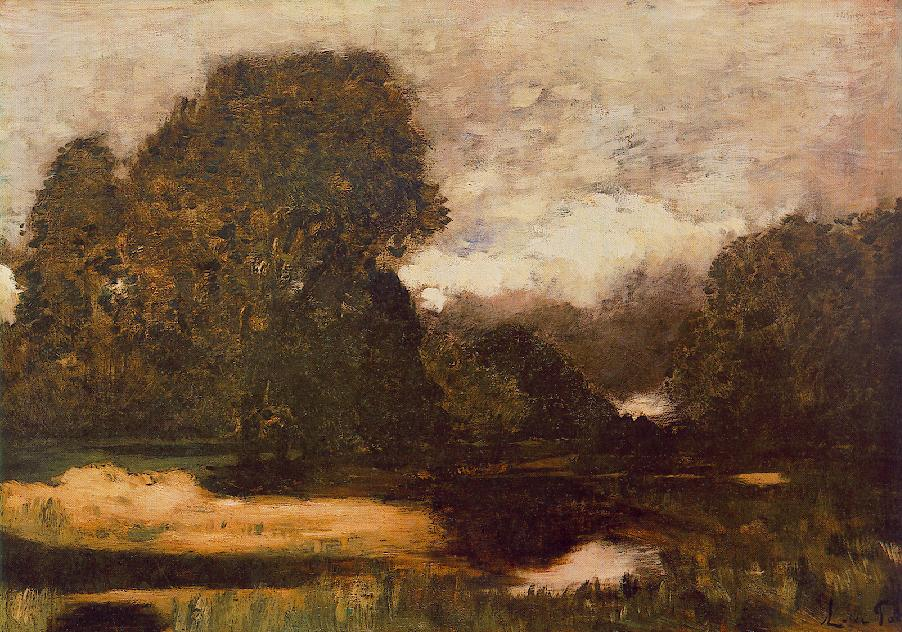
Békák mocsara, 1875. Magyar Nemzeti Galéria, Budapest
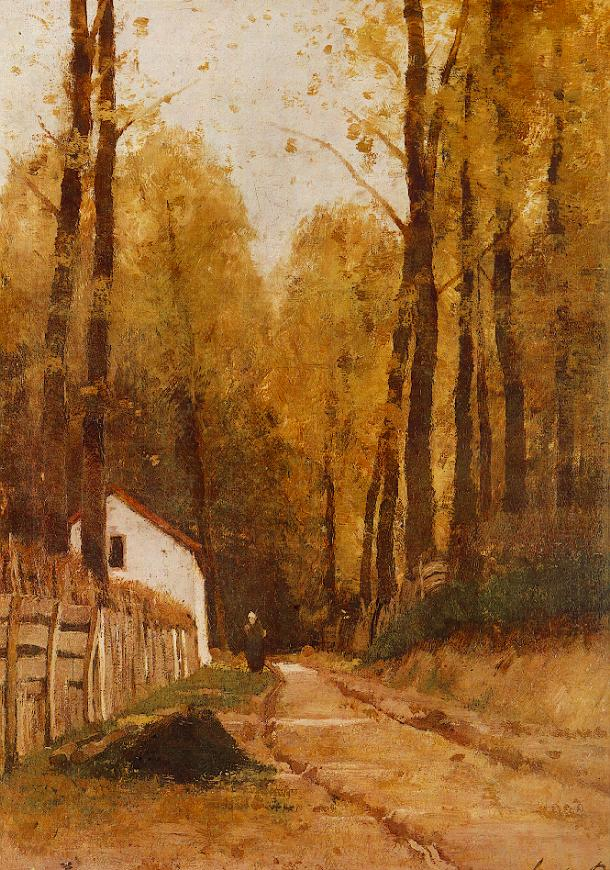
A reggel, 1875. Magyar Nemzeti Galéria, Budapest
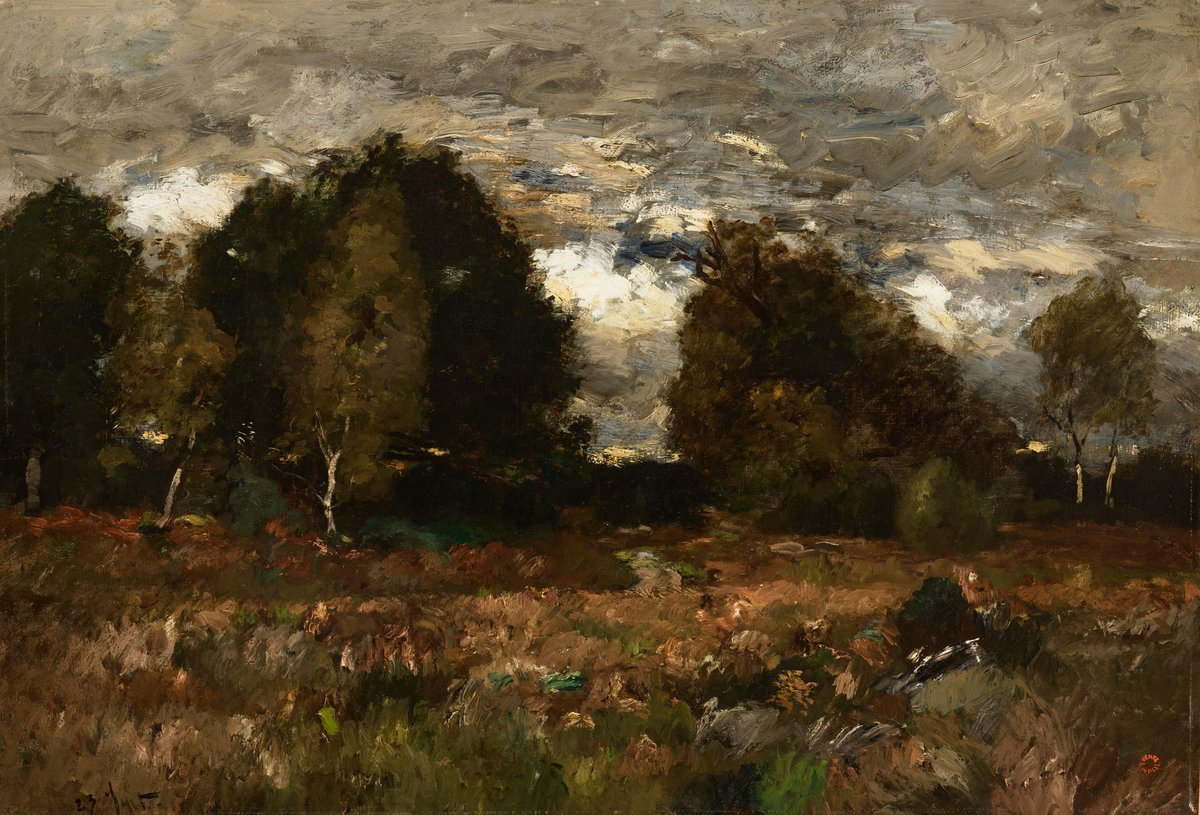
Viharos táj, 1875. Magyar Nemzeti Galéria, Budapest
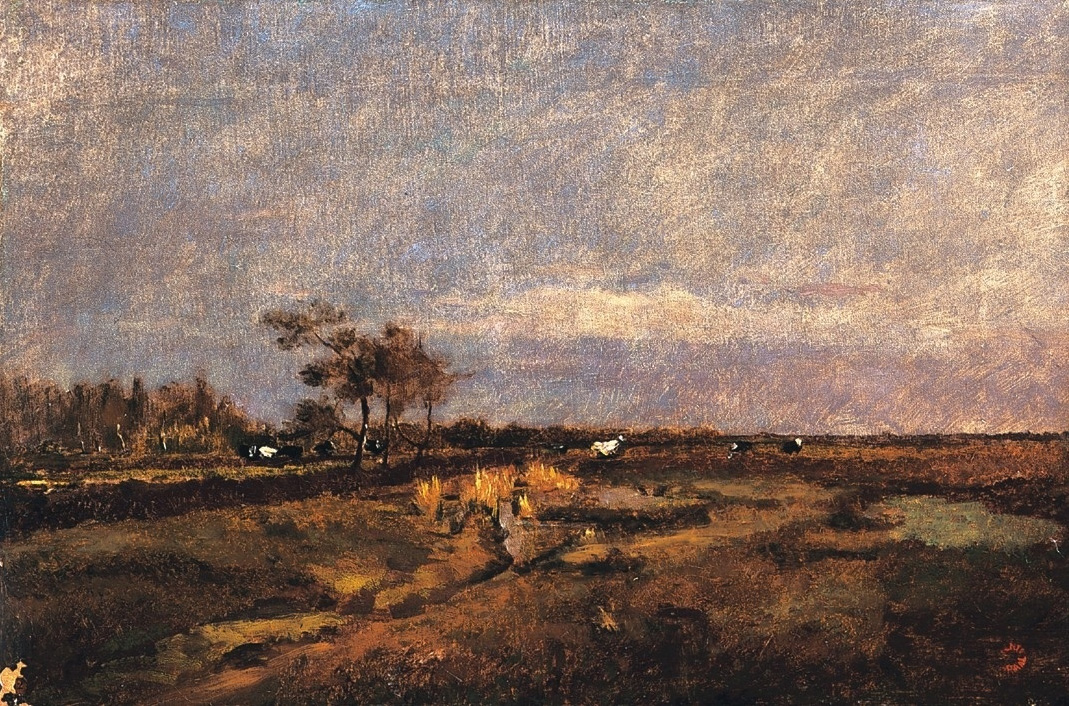
Barbizoni táj, 1875 körül Magángyűjtemény
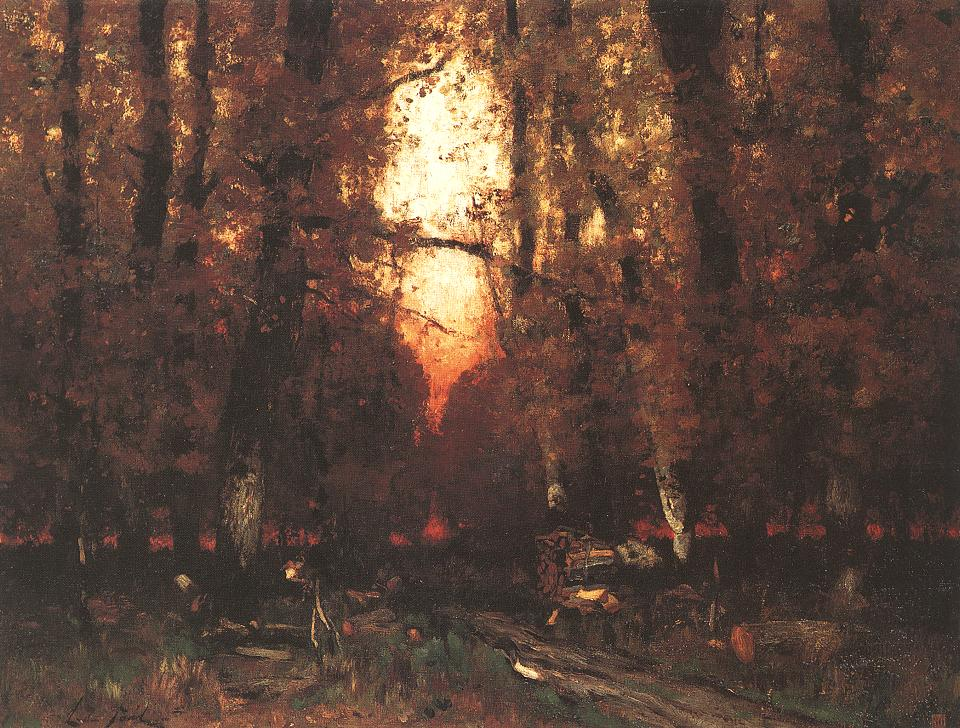
Erdőben, 1875 körül Magyar Nemzeti Galéria, Budapest
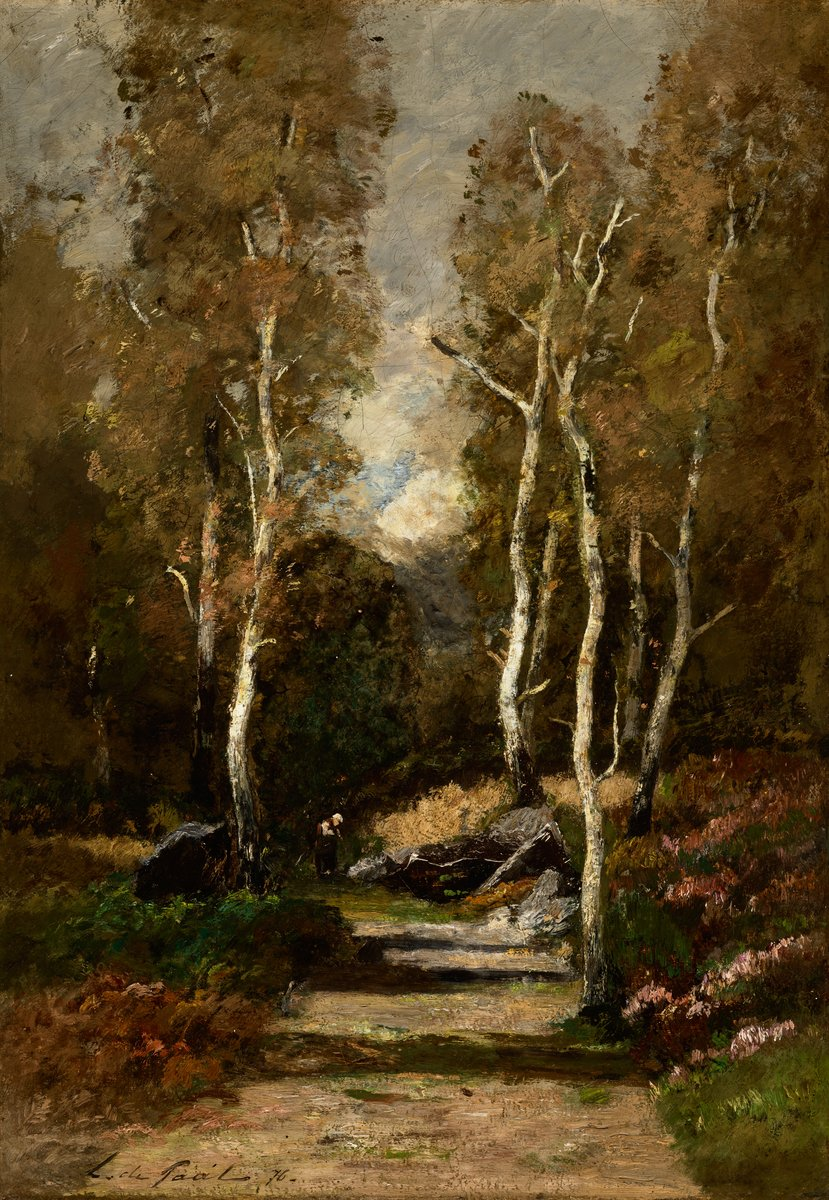
Erdei út, 1876. Magyar Nemzeti Galéria, Budapest
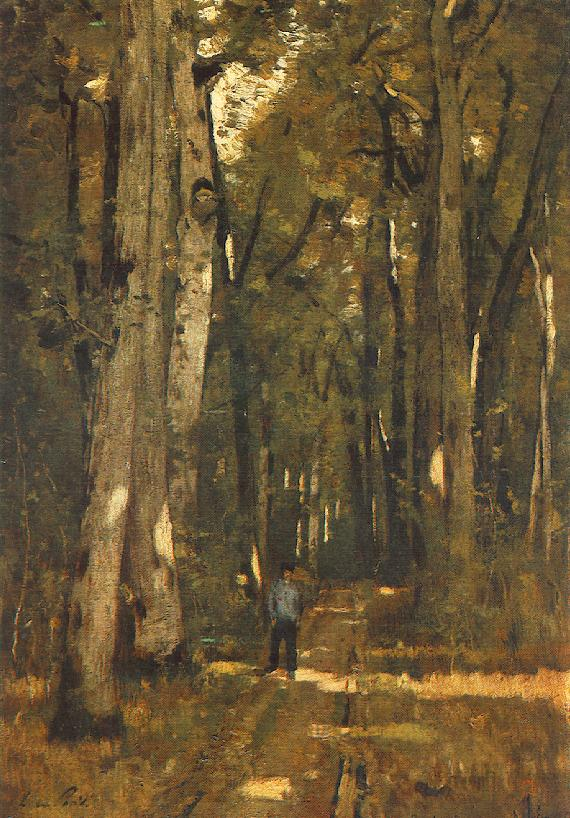
Út a fontainebleau-i erdőben, 1876. Magyar Nemzeti Galéria, Budapest
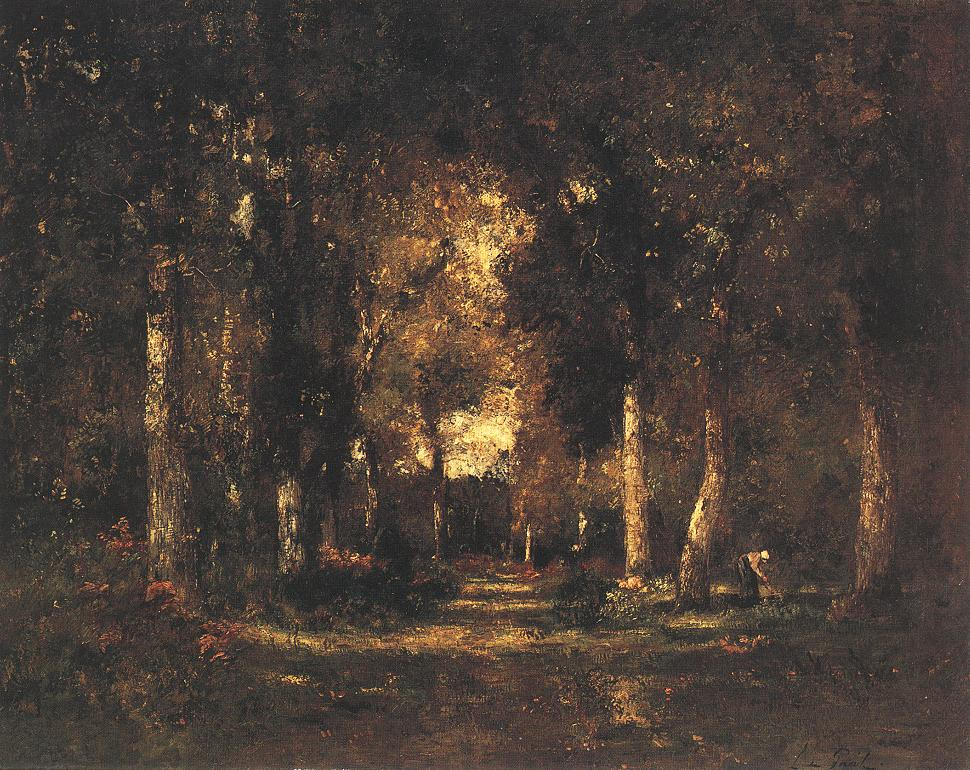
Őszi hangulat, 1876. Magyar Nemzeti Galéria, Budapest
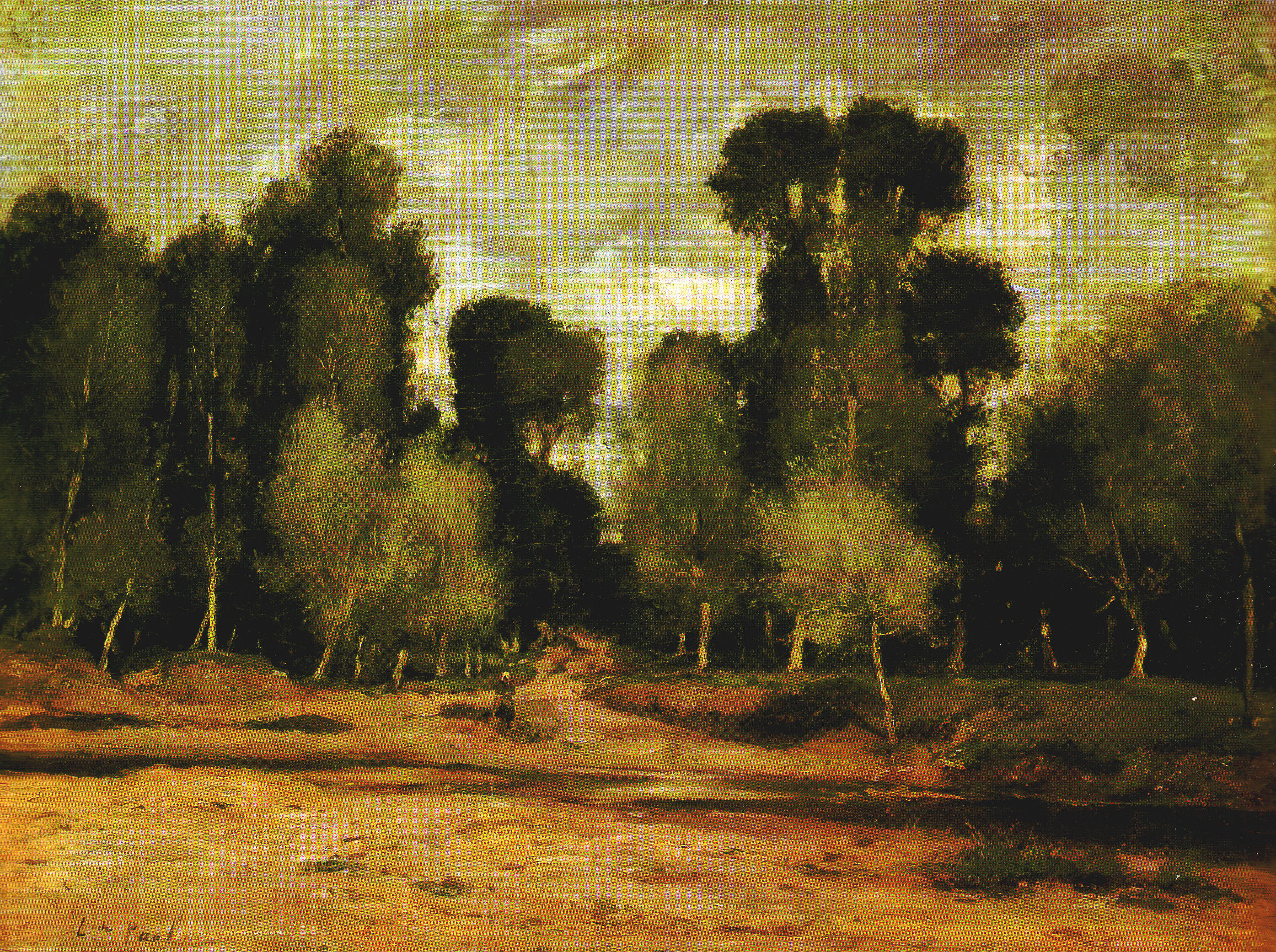
Erdő széle (Nyárfák), 1876. Magyar Nemzeti Galéria, Budapest
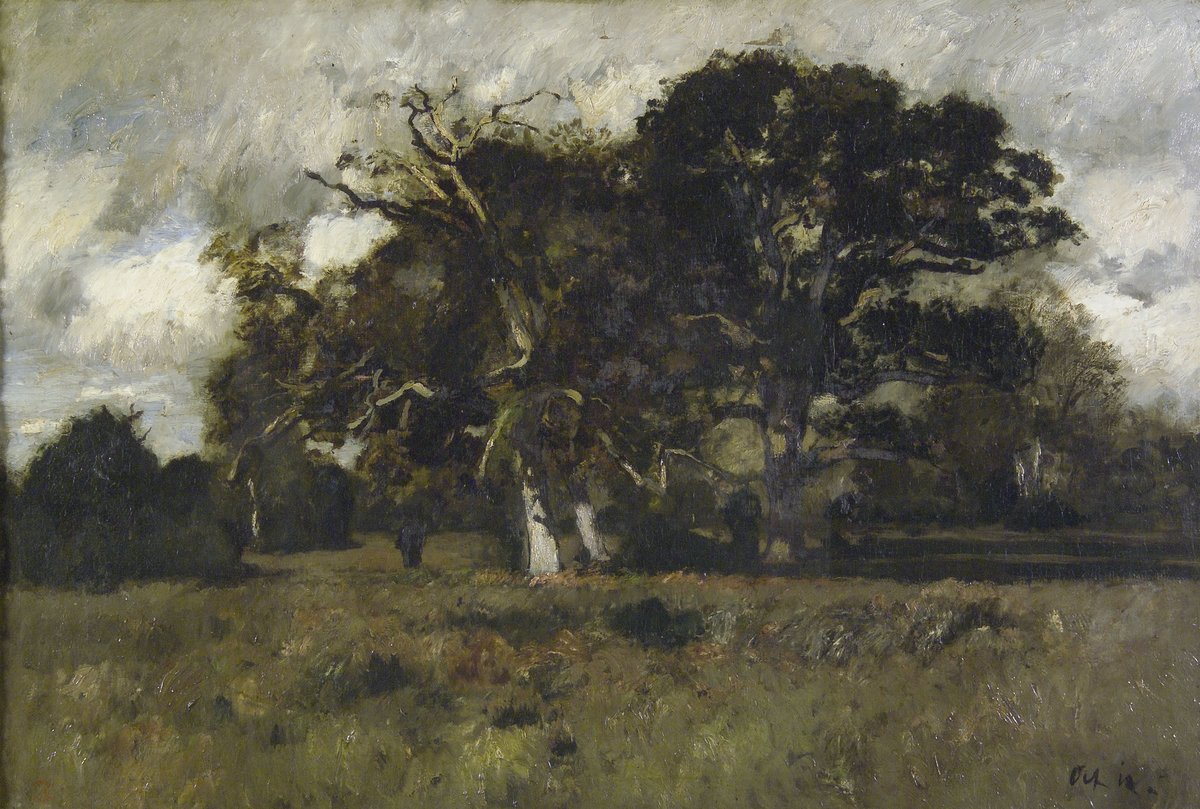
Októberi szél, 1876. Magyar Nemzeti Galéria, Budapest
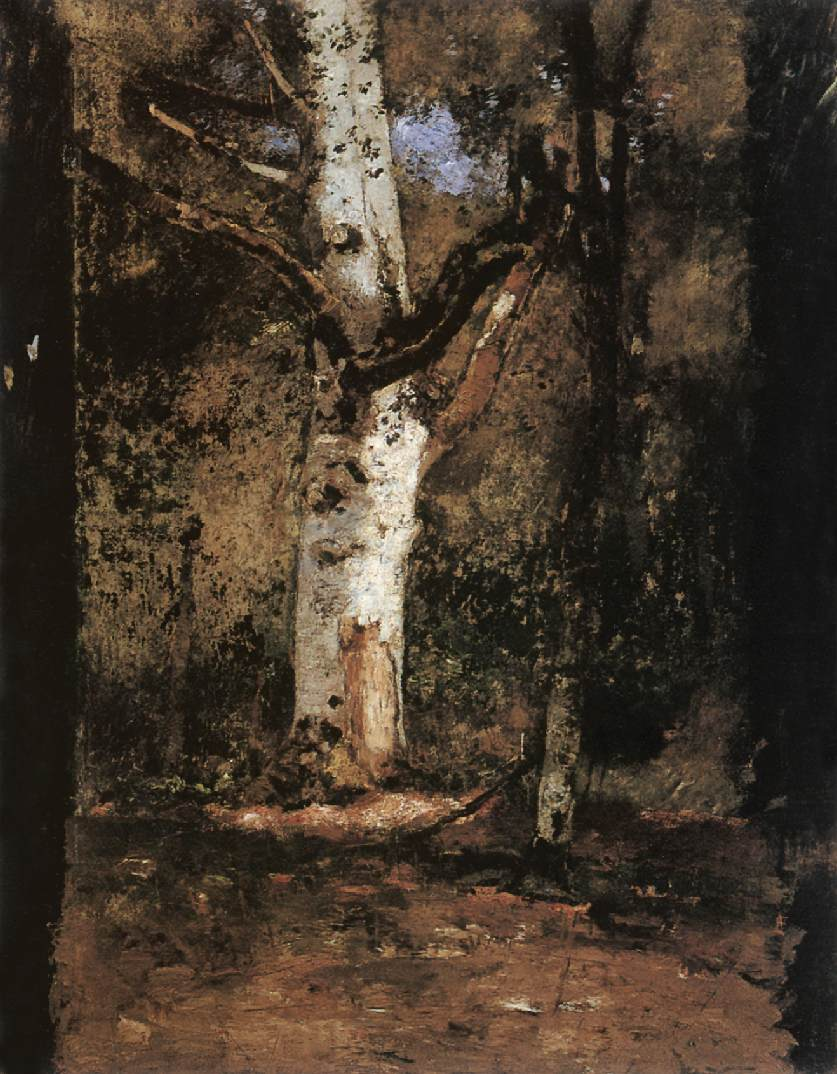
Nyírfa tanulmány, 1876 körül Magyar Nemzeti Galéria, Budapest
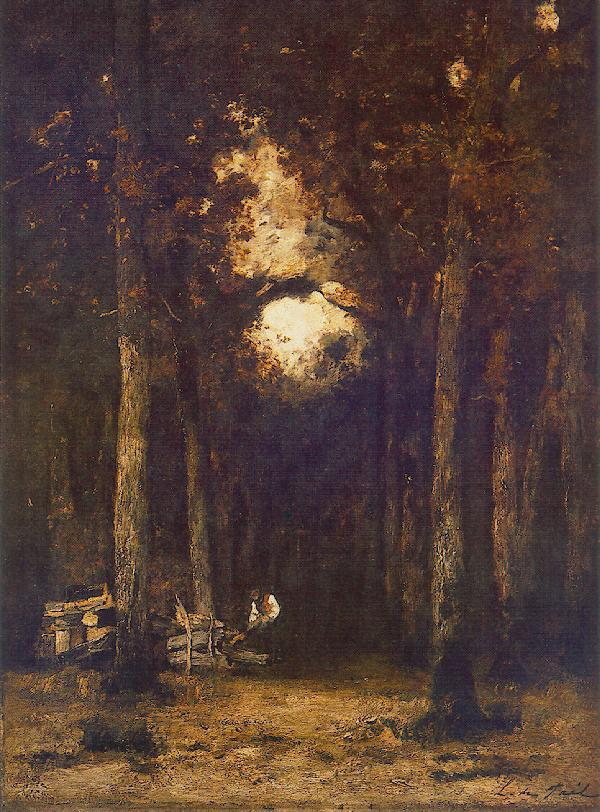
Erdő belseje, 1876. Magyar Nemzeti Galéria, Budapest